# Escudo de Jesús
El escudo de armas de Jesús es un símbolo de la EMD (Entidad Local Descentralizada) de la localidad catalana de Jesús, perteneciente al municipio de Tortosa y se describe, según la terminología precisa de la heráldica, por el siguiente blasón:

Escudo en losange de ángulos rectos: de sinople, una noria y una muela de plata acostadas y acompañadas a la cabeza de una torre abierta de oro.

## Diseño
La composición del escudo está formada sobre un fondo en forma de cuadrado apoyado sobre una de sus aristas, llamado escudo de ciudad o escudo embaldosado, según la configuración difundida en Cataluña al haber sido adoptada por la administración en sus especificaciones para el diseño oficial, de color verde intenso (sinople). Tiene como figuras principales a una noria y una muela de color entre blanco y gris claro (argén, también llamado plata) y en la parte superior del escudo viene la representación heráldica de una torre de color amarillo vivo oro. 
El escudo, a diferencia de los escudos oficializados de los municipios de Cataluña, no está acompañado en la parte superior de un timbre.

## Historia
Este blasón fue aprobado el 28 de octubre de 2009 y publicado en el DOGC n.º 5.500 de 6 de noviembre del mismo año.
Muestra una noria, una muela y una torre, elementos que simbolizan, respectivamente, el origen agrícola y la confluencia de las tradiciones culturales cristiana, árabe y judía, que han influido en el pueblo de Jesús.